# Foerageren

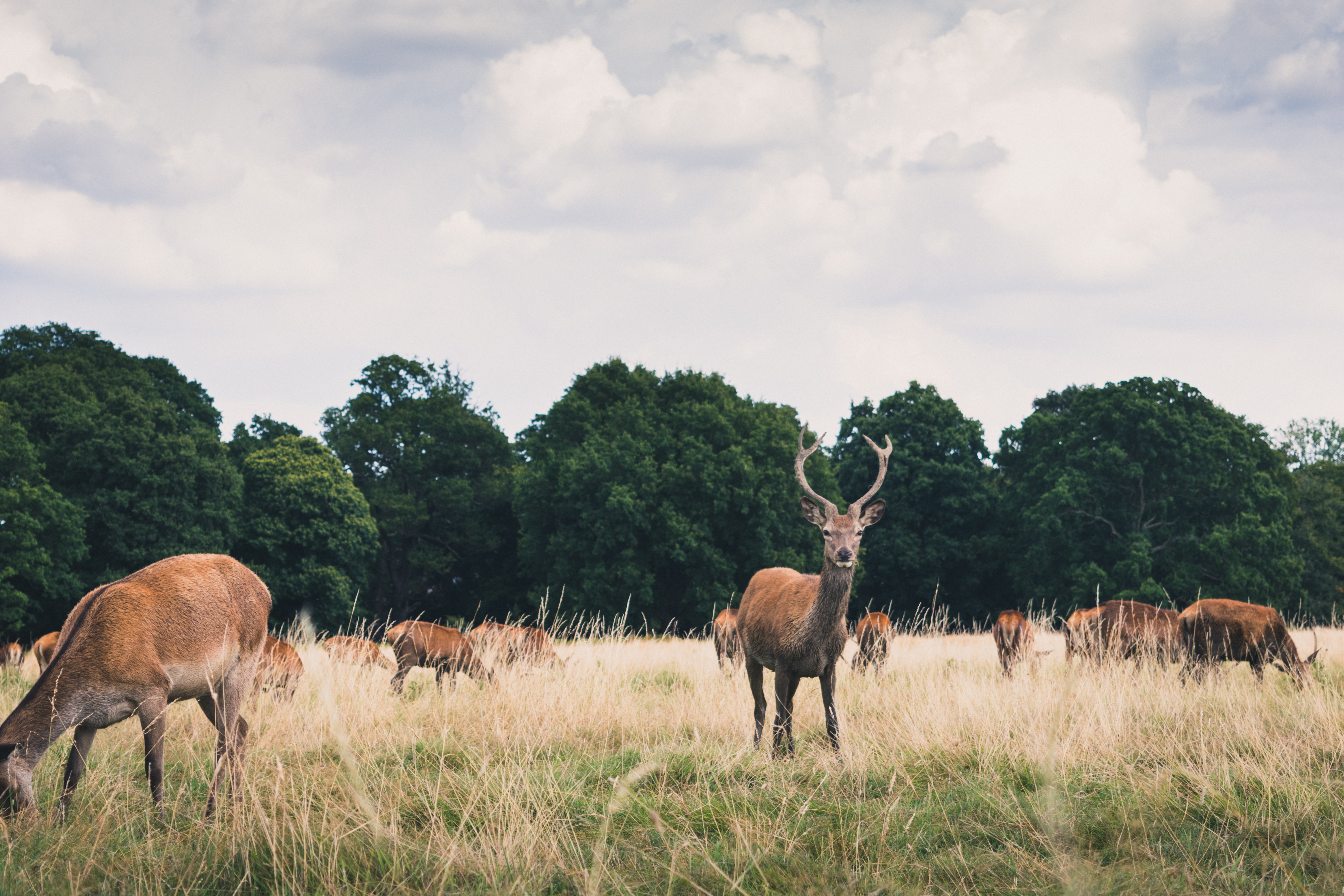
Herten in hun foerageergebied

Foerageren is het zoeken en vinden van voedsel door dieren in een gegeven biotoop. Een voorbeeld is het begrazen van grasland, door herkauwers en andere herbivoren. Een specifieke vorm van foerageren is predatie; de jacht van dieren op prooidieren voor hun voedselvoorziening.
Wanneer dieren regelmatig een bepaald gebied gebruiken om zich te voeden spreekt men van een foerageergebied. Het deel van het landschap waar dieren lang verblijven en zich voortplanten wordt rustgebied genoemd.
Foerageer- en rustgebieden zijn vaak niet, of een deel van het jaar niet, voor het publiek toegankelijk, bijvoorbeeld om trekkende vogels de nodige rust te gunnen bij het op krachten komen.